# Jean Fourché
Jean Fourché, seigneur du Bezou, de La Courousserie et de Quéhillac, né vers 1556, mort vers 1612, est un homme politique et un haut fonctionnaire français de Bretagne, maire de Nantes de 1597 à 1598.

## Biographie
Il est le fils de Pierre Fourché, seigneur du Bezou, d'une famille poitevine de chevaliers, et de Jeanne de Moayre, dame de La Courousserie en Héric. Geoffroy Fourché et son épouse  Fillette sont les parents de Pierre, donc les grands-parents paternels de Jean
Fonctions : grand archidiacre de l'église de Nantes, maître à la Chambre des comptes (1590), maire de Nantes (1597 - 1er mai 1598), conseiller au Parlement de Bretagne (21 janvier 1610)[réf. nécessaire].

### Un partisan de laLigue
Il participe aux guerres de religion à Nantes aux côtés du duc de Mercœur dont il commande l'artillerie en Bretagne ; il est chargé par le duc de diriger la construction des nouvelles fortifications de Nantes.
En 1587, il entre dans la municipalité comme échevin, puis devient sous-maire pendant les mandats de Charles Harouys. Celui-ci, considéré comme un adversaire par le duc de Mercœur est arrêté le 7 avril 1589 et incarcéré. Jean Fourché est encore sous-maire jusqu'au 10 avril 1590 au début du mandat de Pierre André.
Le duc le nomme maître à la Chambre des comptes en 1590 et conseiller au Parlement établi à Nantes.
Il prend part aux négociations entre le duc et Henri IV à Ancenis en 1594.
En 1595, il achète la terre de Quéhillac à Bouvron et en devient le seigneur.

### Maire de Nantes
Mercœur le fait élire maire au renouvellement de 1596 et le nomme commandant de la ville. Son élection a lieu le 28 décembre 1596 et il entre en fonctions le 2 janvier 1597. Il a pour sous-maire Bernardin Despinoze jusqu'au 7 août, puis Christophe Le Vavasseur ; le procureur syndic est Louis Michel.
Il est réélu en décembre 1597, alors que Nantes est une des dernières villes non encore soumises au roi.
Il traite avec Henri IV des conditions de la reddition de Nantes.
Au cours de son séjour à Nantes, Henri IV signe l'édit de Nantes (avril 1598). Il décide aussi une réforme de la municipalité : le mandat commencera désormais le 1er mai, le roi choisira le maire dans une liste de trois candidats proposés par les électeurs. Lors de l'élection d'avril 1598, le premier des trois candidats est Charles Harouys, maire en 1588-1589, victime du duc de Mercœur, que le roi réintègre dans sa charge. Il confirme par ailleurs Jean Fourché comme maître des comptes.

#### Municipalité[10]
Sous-maire : 
- Bernardin Despinose

Échevins :
- Pierre Langlois
- Bonaventure Dérédye
- Pasquier Nycollon, Sr de Chasseloir
- Christophe Levavasseur, Sr du Tertre
- François Caris

Les sieurs Despinose, Dérédye et Caris, remplacés en août et octobre par les Sieurs :
- Le Brun, Sr de la Rouaudière
- Pierre Poullain
- Bernard de Bellanton

### Postérité
Il épouse Marie Joullain, dame de Langarzeau et de Lormoie, fille de René Joullain, garde et questeur d'Ancenis, et de Jehanne Taillandier. De ce mariage naîtront 9 enfants :
1. Jehanne née en 1582 morte jeune,
2. Mathieu né vers 1585, seigneur de Quéhillac, mari de Guyonne Bouriau veuve de Guillaume Thevin sieur de la Rue
3. Catherine née en 1586,
4. Jean né en 1586 seigneur du Bezou et de Langarzeau mari de Françoise de Crespy Dame du Bezou,
5. Jehanne née en 1587,
6. Françoise née en 1589 épouse de Guy de Lesrat seigneur des Briottières et du Plessix Guerry,
7. Renée née en 1590,
8. Pierre né en 1592 mort jeune,
9. Pierre né en 1593.

Son fils aîné Mathieu (1585-1624), seigneur de Quéhillac, n'aura qu'une fille, Louise (1619-1641), première épouse de Nicolas Fouquet. Leur fille Marie Fouquet, dame de Quéhillac, épouse Armand de Béthune, marquis de Charost. Nicolas Fouquet revendra à son cousin par alliance, Jean III Fourché, au nom de sa fille la seigneurie de Quéhillac.
En 1616, son fils Jean II (1586-1646), seigneur du Bezou, donne une statue de Notre Dame de Toutes Aides lors de la reconstruction de la chapelle du village de Bessac à Campbon.
Un descendant de Jean Fourché, Amaury Fourché de Quéhillac est maire de Bouvron de 1813 à 1817, puis de 1819 à 1830.